# Moti rivoluzionari

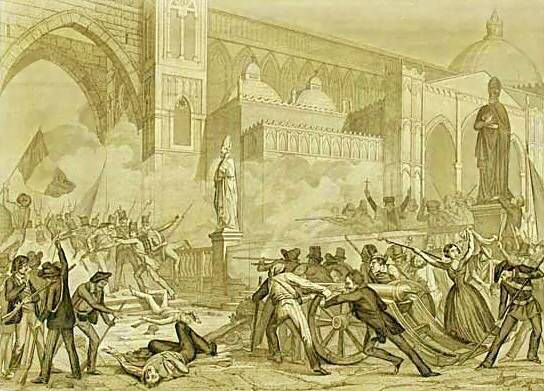
Opera raffigurante la rivoluzione siciliana del 1848. Fu il primo dei moti in seguito ribattezzati Primavera dei popoli.

I moti rivoluzionari furono un fenomeno che ebbe luogo in Europa e nei possedimenti europei oltremare nella prima metà dell'Ottocento a più riprese. Le finalità che fomentavano il verificarsi dei moti rivoluzionari erano i princìpi di autodeterminazione dei popoli diffusosi in Europa a seguito della dominazione Napoleonica e la Restaurazione di stampo conservatore del Congresso di Vienna.

## Moti rivoluzionari degli anni 1820-1821
Nel 1820-21 si verificarono i primi moti rivoluzionari europei con la significativa eccezione (per motivi opposti) di Gran Bretagna, Russia e Prussia.
Le sommosse erano alimentate da società segrete, che, rifacendosi al modello massonico, erano sorte sempre più numerose proprio in questo periodo. Fra le sette più attive, specialmente in Italia e in Spagna, vi era la Carboneria. Si diffusero anche altre associazioni come l'Eteria greca, i Comuneros spagnoli e quelle degli Adelfi e Filadelfi diffuse nell'Italia settentrionale e in Francia.
In Spagna scoppiarono moti a causa del "pronunciamento" (un ammutinamento) dei soldati a Cadice, che ben presto sarebbero dovuti partire per sedare i moti dell'America Latina. Gli ufficiali, guidati da Riego, richiedevano il ripristino della Costituzione spagnola del 1812 ovvero la Costituzione di Cadice, ivi redatta nell'età napoleonica e abolita con la Restaurazione.
Per quanto riguarda l'Italia, a seconda delle zone in cui i moti ebbero luogo assunsero delle accezioni differenti. Nel Regno delle Due Sicilie gli ufficiali Morelli e Silvati chiesero la costituzione al sovrano Ferdinando I, che ne promise la concessione; anche nel regno di Sardegna il reggente Carlo Alberto, al trono al posto del sovrano legittimo Carlo Felice, promise la concessione di una costituzione in seguito ad un moto del 1821 guidato da Santorre di Santa Rosa.
Le forze della Restaurazione, preoccupate per il diffondersi dei moti in molti territori Europei e nei possedimenti oltremare, si riunirono nel Congresso di Troppau (1820) e nel Congresso di Lubiana (1821). Metternich, durante lo svolgimento dei congressi ebbe modo di sottolineare la situazione allarmante e chiese quindi l'intervento armato nel Sud Italia. Gran Bretagna e Francia erano contrarie all'intervento armato in quanto avrebbe potuto rafforzare l'Austria; Ferdinando I invitò allora i rivoltosi napoletani a partecipare ai congressi, promettendo loro di appoggiarne la causa. Giunto ai congressi, richiese invece con urgenza l'intervento armato: venne quindi riportato l'ordine nel Regno delle Due Sicilie.
Anche nel Regno di Sardegna le rivolte furono sedate con un intervento armato voluto da Carlo Felice, che non concesse la costituzione.
Queste prime agitazioni avevano un carattere elitario e internazionalista, data la collaborazione tra gli intellettuali dei vari paesi europei.
In questo primo contesto rivoluzionario ne uscì vincente soltanto la Grecia, la quale, in seguito ad un moto guidato dall'Eteria, ottenne l'indipendenza dall'impero ottomano. Nel 1829, con la pace di Adrianopolis, ebbe fine l'unico moto di questi anni che raggiunse lo scopo dell'indipendenza, e la corona della Grecia fu data in mano al bavarese Ottone di Wittelsbach.
Dopo i due congressi di Troppau e Lubiana, come in Italia, anche in Spagna le rivolte furono represse.

## Moti rivoluzionari degli anni 1820 in America Latina
Nel 1820 si diffusero le idee indipendentiste anche nell'America del Sud, in seguito a tre grandi proposte ideologiche: l'Indipendenza degli Stati Uniti (1776), gli ideali della Rivoluzione francese (1789) e le proposte ideologiche giunte nei paesi europei in seguito all'invasione napoleonica. Nelle colonie il potere politico era in mano ai bianchi e ai creoli, i discendenti dei conquistadores spagnoli, che governavano paesi basati sull'economia agricola.
Tra la fine del Settecento e l'inizio dell'Ottocento si svilupparono alcune linee di pensiero che mettevano in discussione il potere politico spagnolo. I Peninsulari non volevano più avere rapporti con la Madre Patria, per i creoli invece questi rapporti erano da ridefinire. Queste due linee di pensiero escludevano qualsiasi tipo di azione illegale, mentre gli Indipendentisti guidati da José de San Martínin Argentina e da Simón Bolívar in Venezuela non escludevano l'approdo nell'illegalità.
L'Argentina si liberò del potere spagnolo nel 1810, il Venezuela nel 1816.
In Messico il tentativo indipendentista combaciò con una rivoluzione sociale, della quale furono protagonisti gli indios e i meticci. Nel 1821 il Messico ottenne l'indipendenza politica ma con questa anche una sconfitta nei confronti della rivoluzione sociale.

## Moti rivoluzionari degli anni 1830-31
Nel 1830-31 in Europa vi furono nuove rivoluzioni. Mentre le società segrete iniziavano a estinguersi, la coscienza delle cause patriottiche si estese sempre più nell'opinione pubblica, trasformando quelle che prima erano rivolte di alcune élite intellettuali in rivolte popolari vere e proprie. In questo periodo in Francia veniva deposto re Carlo X, assegnato dal congresso di Vienna, e al suo posto veniva proclamato re Luigi Filippo d'Orléans. Il nuovo sovrano, appoggiato dall'alta borghesia, concesse una Costituzione e diede incarichi politici ad esponenti dell'alta borghesia scelti in particolare tra i banchieri. Anche il Belgio in questo periodo ottenne un importante successo, rendendosi indipendente dai Paesi Bassi. In Polonia e a Modena invece le rivoluzioni non ebbero buon esito e furono rapidamente soppresse, a Versavia furono stoppate dai russi. 

## Moti rivoluzionari degli anni 1848
In questa terza ondata rivoluzionaria, la partecipazione popolare raggiunse numeri mai visti prima. Gli insorti chiedevano la ridefinizione dei poteri statali, istanze di libertà, rappresentanza politica ecc.

### In Francia
I rivoltosi nel 1848 proclamarono la seconda repubblica, ma il sistema politico assai fragile permise poi la vittoria plebiscitaria di Luigi Napoleone Bonaparte, il quale, in seguito, prese il potere in modo autoritario facendo nascere il secondo impero e assumendo il nome di Napoleone III.

### Negli Stati tedeschi
I rivoltosi giunsero all'assemblea di Francoforte nella quale si ponevano le basi della futura unificazione della Confederazione germanica.

### Nel Regno di Prussia
Dopo i riusciti moti di Berlino i rivoltosi si riunirono in assemblea costituente.

### Nell'Impero austriaco
In Ungheria i rivoltosi guidati da Lajos Kossuth proclamarono la secessione da Vienna.

### Negli Stati italiani
La rivoluzione delle Cinque giornate di Milano e altre proteste indussero il Re Carlo Alberto a dichiarare guerra all'Austria. Le truppe vennero però presto sconfitte. La successiva ascesa al trono di Vittorio Emanuele II fece del Piemonte il motore propulsore del processo di unificazione italiana che tuttavia si sarebbe ottenuto solo nel 1861.
Quindi, nessuna delle rivolte tentate dai Savoia andò a buon fine.

### In Gran Bretagna
Nella Gran Bretagna vittoriana le tensioni sociali, che pure c'erano (Massacro di Peterloo), vennero sedate con la concessione di alcune riforme istituzionali, come la nuova legge elettorale del 1832 (cartismo).
Inoltre a Londra, veniva pubblicato proprio in quegli anni il Manifesto del Partito Comunista di Marx e Engels, il quale avrebbe ispirato in seguito tante altre ondate rivoluzionare.